# Acanthopsoides gracilentus
Acanthopsoides gracilentus är en fiskart som först beskrevs av Smith, 1945.  Acanthopsoides gracilentus ingår i släktet Acanthopsoides och familjen nissögefiskar. Inga underarter finns listade i Catalogue of Life.